# Ernst Lissinna
Ernst Lissinna (* 23. Januar 1934 in Angerapp; † 27. Juni 2024) war ein deutscher Generalmajor des Heeres der Bundeswehr, Kommandeur der Offizierschule des Heeres und der 1. Panzerdivision.

## Leben
Beförderungen
- 1956 Leutnant
- 1958 Oberleutnant
- 1963 Hauptmann
- 1968 Major
- 1971 Oberstleutnant
- 1980 Oberst
- 1988 Brigadegeneral
- 1991 Generalmajor

Lissinna war 1954/55 Angehöriger des Bundesgrenzschutzes in Glückstadt und besuchte die BGS-Führerschule Lübeck. Am 1. Juli 1956 trat er in die Bundeswehr ein und wurde Zugführer beim Panzergrenadierlehrbataillon Munster. Von 1957 bis 1959 war er Fernmeldeoffizier im Lehrbataillon an der Heeresoffizierschule II in Husum/Hamburg. 1960 wurde er Kompaniechef im Lehrbataillon der Heeresoffizierschule II in Hamburg. Von 1964 bis 1967 war er Offizier für Planung, Ausbildung und Organisation (S3) und für Personalwesen (S1) der Panzergrenadierbrigade 32 in Schwanewede. 1967 wurde er Inspektionschef und 1969 Taktiklehrer an der Heeresoffizierschule II in Hamburg.
Von 1971 bis 1975 war er Kommandeur des Panzergrenadierlehrbataillons 92 in Munster und von 1975 bis 1980 als Leiter des Heeresverbindungsstabes 9 an der United States Army Infantry School in Fort Benning, Georgia. 1980/81 war er stellvertretender Brigadekommandeur der Panzerbrigade 2 in Braunschweig. 1981 wurde er Inspizient für Offizierausbildung Heer im Heeresamt in Köln und war von 1985 bis 1988 Kommandeur der Panzergrenadierbrigade 31 in Oldenburg.
Von 1988 bis 1991 war er Kommandeur der Offizierschule des Heeres in Hannover und von 1991 bis 1994 Divisionskommandeur der 1. Panzerdivision in Hannover. Ende März 1994 wurde er in den Ruhestand versetzt.
Lissinna war verheiratet und Vater von einer Tochter und einem Sohn, letzterer späterer Oberst des Heeres der Bundeswehr. Ernst Lissinna wurde auf dem Burgtorfriedhof in Lübeck beigesetzt.

## Auszeichnungen
- Ehrenkreuz der Bundeswehr in Gold
- Flutmedaille 1962 der Hansestadt Hamburg
- United States Army Commendation Medal
- 1989: Bundesverdienstkreuz 1. Klasse